# Du och jag (film)
Du och jag (tyska: Du und ich) är en tysk dramafilm från 1938 i regi av Wolfgang Liebeneiner. Filmen var den första av tre under åren 1938–1941 som hade skådespelarna Brigitte Horney och Joachim Gottschalk som huvudrollsinnehavare och de blev under denna tid ett mycket populärt filmpar i Tyskland.

## Handling
Johann Uhlig är en strumptillverkare som tillsammans med sin fru Anna kämpar hårt för att få sitt företag att gå ihop.

## Rollista, urval
- Brigitte Horney - Anna Uhlig
- Joachim Gottschalk - Johann Uhlig
- Heinz Welzel - Otz Uhlig
- Werner Schott - Schütz
- Paul Bildt - Balke
- Elsa Wagner - direktris
- André Saint-Germain - Forescu
- Karl Hannemann - Merkner